# Stock (intrusie)
Een stock is in de mijnbouw en geologie (meer specifiek de vulkanologie) een discordante intrusie van magma in de aardkorst, in horizontale doorsnee niet groter dan hooguit 100 km2. Stocks zijn van boven gezien in doorsnee bij benadering cirkelvormig. Intrusies die groter van omvang zijn worden batholieten genoemd.
Stocks zijn of (als het magma gestold is) waren magmareservoirs onder actieve vulkanen. Veel stocks vormen waarschijnlijk de koepelvormige, bovenste uitlopers van dieper gelegen batholieten. Lang nadat de vulkanische activiteit gestopt is kan de vulkaan zelf geheel weggeërodeerd worden en de stock aan het oppervlak komen te liggen. Vanwege de grote hoeveelheden hydrothermale vloeistoffen die bij vulkanisme vrijkomen is het gesteente in en om stocks vaak sterk beïnvloed door metasomatisme (alteration).
Stocks komen grofweg bij twee verschillende vulkanische omstandigheden voor. Bij intermediair tot felsisch magma (dioriet, granodioriet of graniet) vormen stocks de magmareservoirs onder caldera's. Het magma in de stock zal de bron zijn van zowel tefra als lava tijdens uitbarstingen. De stock zal in dat geval vrijwel verticale randen hebben, die de ringdikes vormen waarlangs de bovenliggende blokken gesteente de magma inzinken. Stocks komen ook voor bij riften, waarbij het magma alkalien van aard is (peridotiet, gabbro, syeniet of graniet).